# District de Yunzhou
Le district de Yunzhou (云州区 ; pinyin : Yúnzhōu Qū) est un district administratif de la province du Shanxi en Chine. Il est placé sous la juridiction de la ville-préfecture de Datong.

## Démographie
La population du district était de 158 910 habitants en 1999.